# Grabie (Cracovie)
Pour les articles homonymes, voir Grabie.
Grabie est une localité polonaise de la gmina de Skawina, située dans le powiat de Cracovie en voïvodie de Petite-Pologne.